# Davis Cup 2021 – vyřazovací kolo 1. světové skupiny
Vyřazovací kolo 1. světové skupiny Davis Cupu 2021 představovalo dva mezistátní tenisové zápasy hrané mezi 26.–28. listopadem 2021. V rámci Davis Cupu 2021 do něj nastoupily čtyři týmy, které vytvořily dva páry. Dvoudenní vzájemná mezistátní utkání se konala ve formátu na tři vítězné body (čtyři dvouhry a čtyřhra). Jeden z členů dvojice hostil duel na domácí půdě.
Do premiérového ročníku soutěže v tomto formátu se kvalifikovali čtyři nejníže postavení vítězové na žebříčku ITF k 20. září 2021 z duelů 1. světové skupiny 2021. Dvě vítězná družstva z vyřazovacího kola se připojila k účastníkům  kvalifikačního kola 2022 a dva poražení sestoupili do baráže 1. světové skupiny 2022.

## Přehled
Vyřazovacího kola 1. světové skupiny se zúčastnily čtyři týmy:
- 4 nejníže postavení vítězové 1. světové skupiny 2021

Nasazené týmy
- Ukrajina (33.)
- Peru (35.)

Nasazené týmy
- Rumunsko (40.)
- Norsko (43.)

Žebříček ITF k 20. září 2021.
| Vyřazovací kolo 1. světové skupiny | Vyřazovací kolo 1. světové skupiny | Vyřazovací kolo 1. světové skupiny | Vyřazovací kolo 1. světové skupiny | Vyřazovací kolo 1. světové skupiny | Vyřazovací kolo 1. světové skupiny | Vyřazovací kolo 1. světové skupiny |
| Domácí                             | výsledek                           | hosté                              | místo konání                       | areál / hala                       | povrch                             |                                    |
| ---------------------------------- | ---------------------------------- | ---------------------------------- | ---------------------------------- | ---------------------------------- | ---------------------------------- | ---------------------------------- |
| Norsko                             | 3–1                                | Ukrajina [1]                       | Oslo                               | Oslo Tennisarena                   | tvrdý (hala)                       |                                    |
| Rumunsko                           | 4–0                                | Peru [2]                           | Kluž                               | Sala Sporturilor Horia Demian      | tvrdý (hala)                       |                                    |

## Zápasy vyřazovacího kola 1. světové skupiny

### Norsko vs. Ukrajina
| | Norsko | 3 :                                                                | 1    | Ukrajina |      |            |
| --- | ------ | ------------------------------------------------------------------ | ---- | -------- | ---- | ---------- |
| Oslo Tennisarena, Oslo, Norsko 27.–28. listopadu 2021 tvrdý (hala) |        |                                                                    |      |          |      |            |
| \| \| \| \| 1. \| 2. \| 3. \| \| \| -- \| \| ------------------------------------------------------------------ \| ---- \| --- \| ---- \| ---------- \| \| 1. \| \| Viktor Durasovic Illja Marčenko \| 6 3 \| 6 0 \| \| \| \| 2. \| \| Casper Ruud Vitalij Sačko \| 6 3 \| 6 2 \| \| \| \| 3. \| \| Viktor Durasovic / Casper Ruud Denys Molčanov / Serhij Stachovskyj \| 64 7 \| 3 6 \| \| \| \| 4. \| \| Casper Ruud Serhij Stachovskyj \| 4 6 \| 6 3 \| 7 64 \| \| \| 5. \| \| Viktor Durasovic Vitalij Sačko \| \| \| \| nehrálo se \| \| \| \| \| \| \| \| \| \| \| \| \| \| \| \| \| \| \| \| \| \| \| \| \| \| \| \| \| \| \| \| \| \| \| \| \| \| \| \| \| |        |                                                                    |      |          |      |            |
| |        |                                                                    | 1.   | 2.       | 3.   |            |
| 1. |        | Viktor Durasovic Illja Marčenko                                    | 6 3  | 6 0      |      |            |
| 2. |        | Casper Ruud Vitalij Sačko                                          | 6 3  | 6 2      |      |            |
| 3. |        | Viktor Durasovic / Casper Ruud Denys Molčanov / Serhij Stachovskyj | 64 7 | 3 6      |      |            |
| 4. |        | Casper Ruud Serhij Stachovskyj                                     | 4 6  | 6 3      | 7 64 |            |
| 5. |        | Viktor Durasovic Vitalij Sačko                                     |      |          |      | nehrálo se |
| |        |                                                                    |      |          |      |            |
| |        |                                                                    |      |          |      |            |
| |        |                                                                    |      |          |      |            |
| |        |                                                                    |      |          |      |            |
| |        |                                                                    |      |          |      |            |

### Rumunsko vs. Peru
| | Rumunsko | 4 :                                                                | 0   | Peru |     |            |
| --- | -------- | ------------------------------------------------------------------ | --- | ---- | --- | ---------- |
| Sala Sporturilor Horia Demian, Kluž, Rumunsko 27.–28. listopadu 2021 tvrdý (hala) |          |                                                                    |     |      |     |            |
| \| \| \| \| 1. \| 2. \| 3. \| \| \| -- \| \| ------------------------------------------------------------------ \| --- \| --- \| --- \| ---------- \| \| 1. \| \| Nicolae Frunză Nicolás Álvarez \| 6 2 \| 6 4 \| \| \| \| 2. \| \| Marius Copil Conner Huertas del Pino \| 7 5 \| 6 2 \| \| \| \| 3. \| \| Marius Copil / Horia Tecău Sergio Galdós / Arklon Huertas del Pino \| 4 6 \| 6 3 \| 6 2 \| \| \| 4. \| \| Gabi Adrian Boitan Jorge Panta \| 6 4 \| 6 4 \| \| \| \| 5. \| \| Nicolae Frunză Conner Huertas del Pino \| \| \| \| nehrálo se \| \| \| \| \| \| \| \| \| \| \| \| \| \| \| \| \| \| \| \| \| \| \| \| \| \| \| \| \| \| \| \| \| \| \| \| \| \| \| \| \| |          |                                                                    |     |      |     |            |
| |          |                                                                    | 1.  | 2.   | 3.  |            |
| 1. |          | Nicolae Frunză Nicolás Álvarez                                     | 6 2 | 6 4  |     |            |
| 2. |          | Marius Copil Conner Huertas del Pino                               | 7 5 | 6 2  |     |            |
| 3. |          | Marius Copil / Horia Tecău Sergio Galdós / Arklon Huertas del Pino | 4 6 | 6 3  | 6 2 |            |
| 4. |          | Gabi Adrian Boitan Jorge Panta                                     | 6 4 | 6 4  |     |            |
| 5. |          | Nicolae Frunză Conner Huertas del Pino                             |     |      |     | nehrálo se |
| |          |                                                                    |     |      |     |            |
| |          |                                                                    |     |      |     |            |
| |          |                                                                    |     |      |     |            |
| |          |                                                                    |     |      |     |            |
| |          |                                                                    |     |      |     |            |